# Helen Tappan Loeblich
Helen Nina Tappan Loeblich, sie veröffentlichte auch unter Helen Tappan, (* 12. Oktober 1917 in Norman, Oklahoma; † 18. August 2004) war eine amerikanische Mikropaläontologin und Foraminiferen-Forscherin. Neben ihrem Mann Alfred R. Loeblich und Joseph Cushman gilt sie als bedeutendste Foraminiferenforscherin des 20. Jahrhunderts. Ihr botanisches Autorenkürzel (sie beschrieb auch zu den Algen gerechnete Einzeller) lautet „Tappan“.
Helen Loeblich (geborene Tappan) studierte Geologie, 1937 erwarb sie ihren Bachelor of Science an der University of Oklahoma, gefolgt 1939 von ihrem Master of Science. Während ihres Studiums hatte sie Alfred Loeblich kennengelernt, den sie am 18. Juni 1939 heiratete. Beide gingen an die University of Chicago, dort erwarb sie 1942 ihren Doktor mit einer Arbeit über Foraminiferen der mittleren Kreidezeit in Oklahoma und Texas.
1942 lehrte sie als erstes weibliches Fakultätsmitglied am Tulane College of Arts and Sciences, wobei sie für ihren Mann eingesprungen war, der eingezogen wurde. Nach dem Zweiten Weltkrieg nahm sie ihre frühere Arbeit am United States Geological Survey (USGS) wieder auf, nachdem sie mit Al Loeblich nach Washington, D.C. gezogen war, wo Al Loeblich Kurator am Natural Museum of Natural History der Smithsonian Institution war. 1953/54 bereiste sie gemeinsam mit ihrem Mann in Vorbereitung der Foraminiferen Bände des Treatise on Invertebrate Paleontology ein Jahr lang Europa, sammelte über zwei Tonnen Material und sichtete zahlreiche Sammlungen europäischer Museen, Tappan fotografierte dabei die studierten Exemplare. Da das USGS keine Forschung in Übersee finanzierte war Helen Loeblich in dieser Zeit Guggenheim Stipendiatin. Zwischen 1954 und 1956 forschte Helen Loeblich für die Smithsonian Institution.
1957 zog sie mit ihrem Mann nach Kalifornien, wo Al Loeblich Mikropaläontologe bei der Ölgesellschaft Chevron wurde. Ab 1958 lehrte sie an der UCLA, seit 1966 als vollgültiges Fakultätsmitglied, seit 1968 als ordentlicher Professor und war von 1973 bis 1975 zweite Vorsitzende (Vice Chairman) der dortigen Fakultät für Geologie.
Das Ehepaar Loeblich arbeitete eng bei der Sammlung und Klassifikation von Foraminiferen zusammen. Studenten von Helen Loeblich waren auch solche von Alfred Loeblich, obwohl dieser formal keine Professur hatte. Beide ergänzten sich, wobei Alfred Loeblich mehr extrovertiert und in wissenschaftlichen Disputen angriffslustig war, während Helen Loeblich eher zurückhaltend war und ausgleichend wirkte.
Insgesamt veröffentlichte Helen Loeblich – zumeist mit ihrem Mann, teils aber auch alleine – 272 wissenschaftliche Arbeiten, Aufsätze wie auch Bücher. Am bedeutendsten sind dabei das 1964 gemeinsam veröffentlichte zweibändige Werk über Foraminiferen im Rahmen des 58-bändigen Treatise on Invertebrate Paleontology, das bis heute ein Standardwerk der Mikropaläontologie ist, sowie das 1988 erschienene Foraminiferal genera and classification. Unabhängig von ihrem Mann veröffentlichte Tappan 1980 The Paleobiology of Plant Protists. Neben Foraminiferen befasste sie sich auch mit anderen Mikrofossilien. Sie war eine gute Zeichnerin und illustrierte ihre Aufsätze selbst.
1984 erhielt sie die Raymond C. Moore Medal for Paleontology (drei Jahre vor ihrem Mann) und 1982 erhielten beide die Paleontological Society Medal. 1978 wurde sie Ehrenmitglied der Society for Sedimentary Geology (SEPM) und Präsidentin der Paleontological Society.
Aus ihrer Ehe mit Al Loeblich hatte sie vier Kinder.

## Schriften
- mit Alfred Loeblich: Treatise on Invertebrate Paleontology, Part C. Protista 2. Sarcodina, chiefly ‘Thecamoebians’ and Foraminiferida, 2 Bände 1964
- The Paleobiologie of Plant Protists, Freeman 1981
- mit Alfred Loeblich: Foraminiferal genera and classification, 2 Bände, Van Nostrand 1988

## Nachweis
- Reed Wicander: A Tribute to Helen Tappan Loeblich, 1917 - 2004, Nachruf auf der Website des Department of Earth and Space Sciences der UCLA, Online
- Jere H. Lipps: Helen Tappan and Alfred R. Loeblich, Jr. Micropaleontologists, Anuário do Instituto de Geociências, Vol. 29 - 1 / 2006